# Алабышев, Иван Павлович
Ива́н Па́влович Ала́бышев (1910—2000) — советский государственный деятель.

## Биография
Родился 1 августа 1910 г. в деревне Красновская Шенкурского уезда Архангельской губернии. Окончил Вологодский пединститут (1935), Высшую партийную школу при ЦК КПСС (1954). Член ВКП(б) с 1939 года.
В 1929—1976 годах:
- заведующий Целезерской начальной школой,
- заведующий Березниковским роно,
- 1938—1942 председатель Березниковского (Виноградовского) райисполкома,
- 1942—1944 председатель Няндомского райисполкома,
- 1944—1946 заместитель председателя Архангельского облисполкома,
- 1946—1948 председатель Архангельского горисполкома,
- 1948—1951 первый заместитель председателя Архангельского облисполкома,
- 1951—1954 учёба в ВПШ,
- 1954—1962 первый заместитель председателя Архангельского облисполкома,
- 1962—1965 заместитель председателя Архангельского облисполкома,
- 1965—1973 председатель областной плановой комиссии,
- 1973—1976 старший референт Архангельского облисполкома.

Избирался депутатом Верховного Совета РСФСР 3-го созыва.
Награждён двумя орденами Трудового Красного Знамени (1957, 1971), орденом Красной Звезды (1945), медалями.
Умер в Архангельске в 2000 году.